# Paolo Ruffo di Bagnara

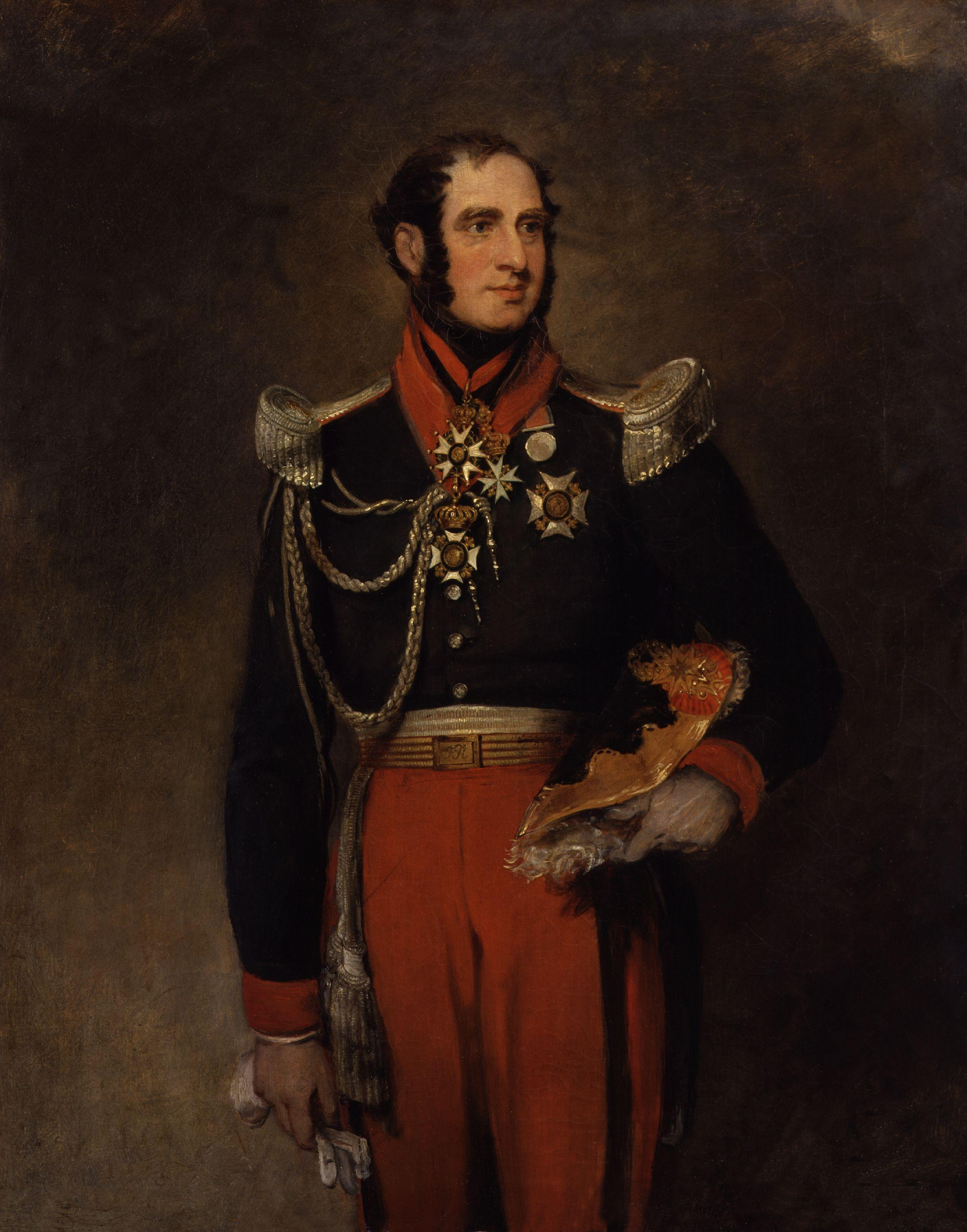
Paolo Ruffo di Bagnara in un dipinto di William Salter

Paolo Ruffo di Bagnara, principe di Castelcicala (Richmond, 1791 – Napoli, 12 novembre 1865), è stato un militare e diplomatico italiano, tenente generale nell'esercito delle Due Sicilie durante la Spedizione dei Mille.

## Biografia

### La gioventù in Inghilterra
Figlio dell'ambasciatore del Regno di Napoli a Londra, appartenne a una influente famiglia nobiliare. Studiò al collegio militare di Eton e entrò nell'esercito inglese. Con il grado di tenente dei Dragoon Guards partecipò alla battaglia di Waterloo nel 1815 e si comportò con valore, impiegato in pieno combattimento come portaordini dal duca di Wellington.  Ricevette una grave ferita alla testa; inizialmente dichiarato disperso, guarì dopo una lunga convalescenza. Rimase nell'esercito inglese in qualità di avvocato nella corte marziale di Birr. 

### L'attività diplomatica
Lasciò l’esercito inglese nel 1821 rientrando a Napoli, dove nel 1824 fu nominato colonnello dell’esercito e gentiluomo di camera di Ferdinando I. Il suo primo incarico fu di inviato straordinario a Berna, per il reclutamento dei quattro reggimenti svizzeri.
Negli anni successivi, fu utilizzato come diplomatico: fu ambasciatore a Vienna e poi nel 1832 a San Pietroburgo. Al rientro a Napoli fu nominato generale di brigata e aiutante di campo di Ferdinando II.
In occasione della crisi diplomatica con la Gran Bretagna per la questione degli zolfi siciliani, Ruffo fu inviato a Londra nel 1840, allo scopo di scongiurare un’azione militare inglese e ricucire le relazioni con la potenza britannica. Da allora fu nominato ministro plenipotenziario del Regno delle Due Sicilie a Londra dove rimase per un decennio.
In quel periodo si interessò al progresso nella costruzione delle navi a vapore; a partire dal 1843 comprò sette imbarcazioni per conto della marina napoletana. Come ambasciatore riuscì a rimediare temporaneamente ai difficili rapporti tra i due stati, riuscendo a far stipulare un trattato di commercio nel 1845. Nel 1848-49 ottenne dal ministro Palmerston, che la Gran Bretagna bloccasse l'invio di armi ai rivoluzionari siciliani.
Nel 1852 ebbe modo di partecipare, seduto alla destra di Wellington, all'ultimo «Waterloo banquet» che annualmente si svolgeva a celebrare la battaglia. 
Nonostante la sua abilità non riuscì, suo malgrado, a bloccare la pubblicazione della lettera di Gladstone in cui condannava la forte repressione in atto nel Regno delle Due Sicilie rappresentato come «la negazione di Dio eretta a sistema di governo».
Ruffo venne richiamato a Napoli e rimase senza incarichi per circa tre anni. 

### In Sicilia
Nel 1855 fu scelto per sostituire come luogotenente generale in Sicilia il dimissionario Carlo Filangieri. Una nomina che già i contemporanei ritennero non felice. 
Ruffo si lamentò con il Re delle divergenze con l'amministrazione civile e della generale anarchia che regnava nell'isola.
Fronteggiò i disordini di Messina e Catania del 1855 e  il tentativo insurrezionale di stampo mazziniano di Francesco Bentivegna nel 1856.
Consapevole della difficoltà della situazione sia per gli aspetti sociali che politici, spinsero Ruffo a chiedere la sua sostituzione con un principe di stirpe reale con una propria corte. Tuttavia dette poco credito al pericolo rivoluzionario.
Nonostante Ruffo negli ultimi anni mostrasse la sua opposizione a ogni forma di liberalismo, entrò in contrasto con il capo della polizia Maniscalco di cui condannava i metodi repressivi, preoccupato di preservare il consenso verso la monarchia.
Nell'aprile 1860 scoppiò a Palermo la rivolta della Gancia che l'anziano Ruffo non seppe affrontare efficacemente. In tale periodo si incrinò il rapporto con Francesco II che gli attribuì mancanza di tempestività nell’affrontare le bande armate e il temuto sbarco dei garibaldini.
In effetti l'organizzazione delle truppe in Sicilia, concentrate a Palermo e considerate uno strumento da utilizzare prevalentemente per mantenere l'ordine pubblico, non riuscì a fronteggiare le sfuggenti bande armate e a impedire lo sbarco dei garibaldini, anche a causa del carente coordinamento.
Il 17 maggio, due giorni dopo Calatafimi, venne sostituito dal generale Ferdinando Lanza e lasciò Palermo prima dell’arrivo di Garibaldi. 

### A Parigi
Rientrato a Napoli, il 6 settembre fu inviato a Roma con compiti diplomatici. In seguito, Ruffo si ritirò a Parigi con la figlia Giustina e da lì intrattenne buoni rapporti con Francesco II in esilio a Roma, sperando sempre in un’utopistica restituzione del Regno.
Morì a Parigi il 12 novembre 1865, completamente solo.